# 阿卡利木筏實驗
阿卡利木筏實驗（Acali Experiment） ，是由墨西哥人類學家聖地牙哥舉辦的實驗，旨在调查有限空间和社会隔离条件下的人际关系。  木筏乘有5男6女，共11人。1973年5月12日，阿卡利木筏离开西班牙拉斯帕尔马斯，历时101天漂流，穿过大西洋，到达墨西哥科苏梅尔。中途於巴巴多斯作一次停留。不同聖地牙哥构想，實驗参与者表现出对侵略行为的克制，挫敗的聖地牙哥於實驗中尝试制造冲突，并曾一次控制木筏領導權。尽管聖地牙哥努力製造衝突，參與者仍然保持和平相處。 

## 木筏
阿卡利(Acali)，来自纳瓦特尔语，意思是“水上的房子”。
阿卡利木筏是专为实验建造，具一組钢制船体，尺寸为12x7米。小屋的面积为4 x4米。José Antonio Mandri和Colin Mudie设计阿卡利木筏，於英国纽卡斯尔建造。 

## 参加者
- 聖地牙哥（Santiago Genovés Tarazaga），49 岁男性，设计该实验的墨西哥人类学家。
- José María Montero Pérez，34岁男性，乌拉圭人类学家，聖地牙哥的前学生。
- Servane Zanotti，32岁法国女性，负责进行污染研究，潜水员。
- Charles Anthony，37岁希臘裔賽普勒斯男性，无线电操作员。
- Rachida Mazani，23岁阿尔及利亚女性，负责开展污染研究。
- Mary Gidley，36岁美国女性，略懂航海。
- Fé Evangelina Seymour，23岁美国女性，无线电操作员。
- Maria Björnstam，30岁瑞典女性，探险队队长。
- Edna Jonas，32岁女性，是居住在以色列的捷克斯洛伐克人，医生。
- Bernardo Bongo，29岁男性，安哥拉神父。
- Eisuke Yamaki，29岁男性，日本人，摄影师。